# Рутково (Мазовецьке воєводство)
Рутково (пол. Rutkowo) — село в Польщі, у гміні Чарня Остроленцького повіту Мазовецького воєводства.
Населення — 170 осіб (2011).
У 1975-1998 роках село належало до Остроленцького воєводства.

## Демографія
Демографічна структура станом на 31 березня 2011 року:
|          | Загалом | Допрацездатний вік | Працездатний вік | Постпрацездатний вік |
| -------- | ------- | ------------------ | ---------------- | -------------------- |
| Чоловіки | 78      | 21                 | 50               | 7                    |
| Жінки    | 92      | 30                 | 48               | 14                   |
| Разом    | 170     | 51                 | 98               | 21                   |